# Carmen Claver Cabrero
Carmen Claver Cabrero (Osca, 13 d'abril de 1952) és una científica aragonesa, catedràtica del Departament de Química Física i Inorgànica de la Universitat Rovira i Virgili de Tarragona, directora científica del Centre Tecnològic de Química de Catalunya, Acadèmica de la Reial Acadèmia de Ciències Exactes, Físiques i Naturals i membre de la Acadèmia Europea.

## Trajectòria
Nascuda a Osca, es mudà amb la seva família a Sabiñánigo. Eren cinc germanes, conegudes com "el clan de les Claver". Als 14 anys es traslladà a estudiar a l'Institut Ramón y Cajal d'Osca i posteriorment a Saragossa per cursar la carrera de Química. La seva gran afició per la muntanya la va portar a conèixer, a través del Club Alpino Universitario de la capital d'Aragó, al professor universitari i científic Luis Oro Giral, amb qui realitzà la seva tesi doctoral en l'àmbit de la química organometàl·lica i la catàlisi homogènia, que la motivà a derivar el seu interès inicial per l'empresa privada a l'investigació. Es va doctorar en Química per la Universitat de Saragossa al 1978. Inicià la seva trajectòria professional a Tarragona, primer en la que fou Facultat de Ciències Químiques i després creada Universitat Rovira i Virgili.